# Artless (deutsche Band)
Artless ist eine deutsche Punk-Band aus Duisburg.

## Geschichte
Die Musiker lernten sich 1979 im Ratinger Hof in Düsseldorf kennen und gründeten im gleichen Jahr Artless. 1980 wurde ihre Musik für die WDR-Dokumentation No Future verwandt. Zu Lebzeiten der Band wurden die „in Zusammenarbeit mit Duisburg-Punk-Legende Willi Wucher“ produzierte Single Mein Bruder is’en Popper (Wucher wird zusammen mit Artless, Ulrike L. und Wolfgang als Mitglied des Chors bei Mein Bruder is en Popper angegeben), ein Sampler und eine Kassette veröffentlicht. 1981 löste sich Artless auf.
Die Single erschien 1990 auf dem Sampler Deutsche Punkklassiker von Snake Records/A.M. Music und wurde außerdem von Teenage Rebel Records wiederveröffentlicht, die Kassette erfuhr im Untergrund weite Verbreitung und erschien 1990 auf LP. Nach der CD-Wiederveröffentlichung (2007) wurde die Band von Hank Sinatra und Willi Solid mit den neuen Mitgliedern Max Moron, Steve Steak, Holle Holmquist und Pete Pancake neu gegründet, gab ein Interview im Plastic Bomb und einen chaotischen Auftritt im Druckluft in Oberhausen.
Teenage Rebel Records kündigte für den 28. September 2012 das selbstbetitelte „erste richtige Album von Artless“ und einen Auftritt am 6. Oktober 2012 im AK47 in Düsseldorf an.
Laut Coolibri spielen Artless & Bodies am 15. September 2017 in der Essener Freak Show.

## Stil
Hardkern.de beschreibt die Musik als „Deutschpunk, der durch Rhythmus und viel Melodie zum tanzen einlädt und weit vom Geknüppel der 90er entfernt ist. Die schnodderigen, oft szenekritischen Texte kommen sympathisch rüber und verfallen nicht in Phrasendrescherei.“
Laut Karl-Heinz Stilles Begleittext zum Sampler Punk Rock BRD, der das Lied Mein Bruder is en Popper enthält, zeichnet „[a]uthentischer Ruhrpottcharme in Wortwahl und kumpelhafter Direktheit“ Artless aus; er führte das Lied neben Slimes D.I.S.C.O. als Beispiel für „Abgrenzung zu anderen Subkulturen“ im Punk an. Teenage Rebel Records beschreibt den Stil des angekündigten Albums wie folgt:

„Die Schrammelpunktradition wird fortgesetzt, aber es kracht ordentlich und ist dabei immer treibend und auf den Punkt. Manche Lieder sind kurze Fetzer, andere über vier Minuten lang, aber so kurzweilig, daß dies kaum auffällt. Textlich meist persönliche, aber auch szenenbezogene und einige sozialkritische Themen und Begebenheiten.“

Der Rezension von Micha vom Plastic Bomb zufolge hat sich der Gesang kaum verändert, die Musik passe trotz des erhöhten Tempos noch zu Artless, die Band habe ihren Minimalismus erhalten. Auch die Texte „könnten durchaus aus den 80ern stammen. Es sind kleine, simple Geschichten aus dem Alltag. Ohne viel Gequatsche formuliert. Ohne Tiefgang und Analysen des Weltgeschehens. Dafür waren schon immer andere Bands zuständig. Manchmal fragt man sich aber schon ob der Inhalt dem Alter des Texters gerecht wird. Zum Glück gibt es nur wenige Ausfälle wie z. B. den ‚Schamhaar-Song‘... Insgesamt ein brauchbares Album von ARTLESS.“
Der Hörspiegel beschreibt das neue Album der Band wie folgt:

„Es gibt Bands, die werden auch mit dem Alter nicht leiser, bleiben mit ihren Worten direkt und gehen im Tempo auch nach mehr als 30 Jahren nicht in die Knie. Ein solches Lebenszeichen und die erste reguläre neue CD stellt das Album ‚Artless‘ von Artless dar. […] Angeregt von der 2007er Wiederveröffentlichung rauften sich die Originalmitglieder Hank Sinatra und Willi Solid mit Unterstützung von vier weiteren illustren Gestalten zusammen und formierten Artless neu, um die CD live zu promoten. Dies blieb nicht ohne Folgen, denn wer will schon immer nur alte Sachen spielen? So kam es, dass nun 14 neue Songs auf dem mit dem Bandnamen betitelten Album erscheinen, die dem alten Schrammelpunk in nichts nachstehen.
Musikalisch druckvoll, textlich erlebnisorientiert, sozialkritisch, humorvoll und gradlinig gehen die Songs klar nach vorn. Ob Opener wie ‚Ich hab John Lennon nicht erschossen‘, ‚Erleuchtung‘, ‚Schamhaar Sarah‘ oder das an Douglas Adams erinnernde ‚Macht´s gut`‘, die Scheibe ist stimmig und sollte jedem Punkfan gefallen.“

## Diskografie
- 1980: Tanzparty Deutschland (Demo, 1990 von Teenage Rebel Records auf LP wiederveröffentlicht)
- 1981: Mein Bruder is’en Popper (EP, Knoblauch Records, von Teenage Rebel Records wiederveröffentlicht)
- 2008: Artless Live (Live-DVD des Konzerts vom 2. Mai 2008 im Druckluft in Oberhausen)
- 2012: Artless (CD/LP, Teenage Rebel Records)